# Internationale Vereinigung von Generaloberinnen
Die Internationale Vereinigung von Generaloberinnen (italienisch Unione Internazionale delle Superiore Generali; Abkürzung UISG) ist ein internationales Netzwerk der katholischen Ordensgeneraloberinnen. Die UISG steht in Verbindung mit dem Dikasterium für die Institute geweihten Lebens und für die Gesellschaften apostolischen Lebens und anderen bedeutenden kirchlichen und gesellschaftlichen Organisationen zu Fragen des Ordenslebens. Die UISG fördert Vernetzung und Solidarität unter Ordensfrauen in aller Welt.

## Geschichte
Die Internationale Union der Generaloberinnen wurde 1965 auf Anregung des Zweiten Vatikanischen Konzils kanonisch gegründet, um eine engere Zusammenarbeit zwischen den Frauenkongregationen des apostolischen Ordenslebens zu fördern. 2021/22 besteht die UISG aus 1856 Generaloberinnen aus der ganzen Welt, die in 36 regionalen Gruppen organisiert sind.
Die Geschichte der UISG begann 1951, als Papst Pius XII. eine außerordentliche Versammlung der Generaloberinnen in Rom einberief. Das Ziel dieses Treffens war die Gründung eines nationalen Rates der Ordensfrauen. Nach diesem ersten Treffen trafen sich die in Rom lebenden Schwestern weiterhin regelmäßig. Daraus entwickelte sich die Gründung von Regina Mundi, einem Päpstlichen Institut (italienisch Pontificio Istituto Regina Mundi), das Ordensfrauen ein Theologiestudium in Rom ermöglichte.
Die aus dieser Arbeit hervorgegangene Organisation, die Internationale Union der Generaloberen, wurde vom Zweiten Vatikanischen Konzil an seinem letzten Arbeitstag, dem 8. Dezember 1965, offiziell anerkannt. Ziel der UISG war es, Strategien zu entwickeln, die es Ordensfrauen ermöglichen, nicht nur untereinander einen Dialog zu führen, sondern auch mit kirchlichen Behörden und internationalen Organisationen zu kommunizieren.

## Ziele und Organisation
Die Ziele der UISG im Einzelnen sind:
- Schaffung einer internationalen Plattform, auf der Generalsuperioren Erfahrungen und Informationen austauschen und sich gegenseitig in ihren Führungsaufgaben unterstützen können.
- Ermutigung der Leiter von Ordensgemeinschaften zur Förderung des Dialogs und der Zusammenarbeit, sowohl innerhalb der Kirche als auch auf breiterer gesellschaftlicher Ebene.
- Regelmäßige Programme, Treffen und Veröffentlichungen anzubieten, um unsere Mitglieder bei der Leitung von Kirchengemeinden zu unterstützen.
- Führung eines Dialoges über Fragen des Ordenslebens mit dem Dikasterium für die Institute geweihten Lebens und für die Gesellschaften apostolischen Lebens, dem Dikasterium für die Evangelisierung und anderen wichtigen kirchlichen und sozialen Organisationen zu führen.
- Förderung der Vernetzung und Solidarität unter Ordensfrauen in der ganzen Welt.

Vom 1. bis 12. März 1967 versammelten sich 104 Generaloberinnen und Generalobere aus 65 Ländern in Rom zur ersten Internationalen Generalversammlung der UISG mit dem Titel „Die kirchliche Vision des Ordenslebens heute“. Seitdem wurden 21 Vollversammlungen abgehalten; die kommende Vollversammlung ist im April 2022.
Gegenwärtig sind in der UISG 1903 Oberinnen vertreten, die ebenso viele Kongregationen vertreten. Ihre Generalate befinden sich in:
- Afrika (166)
- Asien (184)
- Europa (1046)
- Amerika (479)
- Ozeanien (28)

Präsidentin ist die australische Oberin Oonah O’Shea NDS. Sie folgte auf die Irin Mary Teresa Barron NDA. Vizepräsidentin ist Graciela Francovig, Generaloberin der Daughters of Jesus, die auf die Argentinierin Graciela Francovig, Generaloberin der Hijas de Jesus, folgte. Zuvor hatten die Italienerin Nadia Coppa ASC und Jolanta Kafka RMI das Amt der Präsidentin innegehabt.